# Bouk Schellingerhoudt
Boudewijn (Bouk) Schellingerhoudt (Zaandam, 4 mei 1919 - aldaar, 19 september 2010) was een Nederlands wielrenner. 
Schellingerhoudt was professioneel wielrenner van 1942 tot 1954. In 1946 werd hij Nederlands kampioen op de weg voor renners als Theo Middelkamp en Huub Sijen. Dit NK werd verreden te Valkenburg, waarin elke ronde de Cauberg moest worden bedwongen. In 1949 werd hij derde in het eindklassement van de Ronde van Nederland. 
Zijn voornaam was eigenlijk Boudewijn, maar in het peloton werd hij met Bouk aangesproken, zodat hij deze naam als vaste voornaam aannam. In 2009 werd hij door de KNWU wegens zijn verdiensten voor de wielersport onderscheiden met het Zilveren Wiel.

## Belangrijkste overwinningen
1946
- Nederlands kampioen op de weg, elite

## Resultaten in voornaamste wedstrijden
| Jaar | Ronde van Italië | Ronde van Frankrijk | Ronde van Spanje |
| ---- | ---------------- | ------------------- | ---------------- |
| 1947 |                  | buiten tijd         |                  |